# 肯亞長頷鮃
肯亞長頜鮃為輻鰭魚綱鰈形目鰈亞目鮃科的其中一種，為深海魚類，分布於西印度洋肯亞外海海域，棲息深度350公尺，棲息在底層水域，生活習性不明。

## 扩展阅读
維基物種上的相關：肯亞長頜鮃